# Arctosa pugil
Arctosa pugil är en spindelart som först beskrevs av Philipp Bertkau 1880.  
Arctosa pugil ingår i släktet Arctosa och familjen vargspindlar. Inga underarter finns listade i Catalogue of Life.